# Kępina (przystanek kolejowy)
Kępina - nieczynny przystanek kolejowy kolei wąskotorowej w Kępinie, w gminie Grójec, w województwie mazowieckim, w Polsce.
Dawniej znajdowała się tu ładownia.